# Benjamin Flores (jornalista)
Benjamin Flores (Rio Grande, 20 de dezembro de 1860 — Porto Alegre, 28 de setembro de 1922) foi um funcionário púbico, jornalista, literato e político brasileiro.

## Biografia

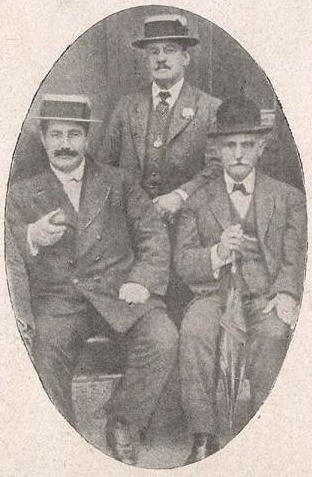
Rafael Escobar, presidente do Conselho Municipal de Porto Alegre, José Montaury, intendente, e Benjamin Flores (de pé), conselheiro.

Filho do coronel Francisco da Silva Flores e Joaquina Gonçalves, estudou no prestigiado Colégio União e começou a vida profissional como comerciante, mas logo abandonou o ramo, tornando-se secretário da Companhia Francesa da Estrada de Ferro de Rio Grande a Bagé. Desde cedo dedicou-se às letras e à imprensa, publicando crônicas. Prestou exames para advogado, exercendo a promotoria pública. Foi 1º secretário e vice-presidente da Biblioteca Rio-Grandense, e membro fundador e secretário do Asilo da Mendicidade.
No fim da década de 1880 transferiu-se para Porto Alegre, onde desempenhou uma série de funções de relevo na imprensa, no mundo literário, na oficialidade e na sociedade. Foi redator do importante jornal A Federação, redator político do jornal O Conservador, e secretário e redator de A Pátria. Colaborou no Jornal do Comércio por muitos anos mantendo a coluna "Vigílias", e quando seu amigo Caldas Júnior deixou esta publicação para fundar o Correio do Povo, acompanhou-o, passando a ser um ativo colaborador até o falecimento do fundador, redigindo as seções "Bibliografia", Vultos Históricos", "Teatral" e outras. Com José Bernardino dos Santos fundou O Estado do Sul, onde foi redator político. Também colaborou no jornal O Mercantil, n'O Paladino, e na revista Máscara. Atuou como correspondente dos jornais cariocas O País e Jornal do Comércio.
Foi membro da Comissão de Estatutos da lendária Sociedade Partenon Literário, um dos fundadores do Instituto Histórico e Geográfico do Rio Grande do Sul, onde integrou sua Comissão Permanente de Admissão de Sócios, e membro fundador da Academia Rio-Grandense de Letras e 1º secretário na primeira diretoria da instituição. Escreveu um livro reunindo trabalhos literários e biografias de José Bernardino dos Santos, Padre Cacique e Caldas Júnior. Foi membro da comissão de recepção e dos grandes festejos em homenagem a Olavo Bilac em sua visita em 1916, e proferiu na Câmara o discurso de saudação oficial em presença do poeta e das maiores autoridades do município. Foi crítico de arte e diz o historiador Emílio de Souza Doca que se mostrava como "um fino espírito de crítica e de observação, a par de sólida cultura intelectual. Com sua pena muito concorreu para o bom êxito de diversas exposições de pintura aqui realizadas. Sua alma de esteta delicado não ficava nunca sem expansão diante de um quadro que louvores merecesse, e esse desabafo ele fazia pelas colunas dos jornais em artigo leve, delicado, a transbordar de emoção e cheio de simpatia". Também disse que "com todo o fervor de sua alma de liberal, pregou, pelas colunas dos jornais e da tribuna pública em prol da libertação do elemento servil". Foi membro da Sociedade Acadêmica de História Internacional de Paris e membro correspondente da Sociedade Geográfica de Lisboa.
Como funcionário público foi examinador de concursos da Delegacia Fiscal do Tesouro Nacional, inspetor de escolas, membro do Conselho Escolar Municipal, 2º e 1º oficial, chefe de seção interino e contador da administração dos Correios. Ocupou a administração-geral interina várias vezes, aposentando-se nesta função em 1912.
Foi um dos fundadores da Sociedade Beneficente Postal, membro fundador, integrante da Comissão de Estatutos e um dos diretores da Caixa dos Funcionários Públicos, um dos fundadores, relator da Comissão de Estatutos, vice-presidente provisório e presidente da Associação dos Funcionários Públicos do Estado, coronel da Guarda Nacional, relator da Comissão de Estatutos, bibliotecário e orador do Clube Militar dos Oficiais da Guarda Nacional, membro fundador e 1º secretário do Tiro Nacional Porto-Alegrense, conselheiro e secretário do Conselho Municipal de Porto Alegre, membro da comissão revisora do alistamento eleitoral federal em Porto Alegre, e conselheiro fiscal e delegado do Centro Republicano Júlio de Castilhos, e como bibliotecário reorganizou a biblioteca e providenciou um catálogo.
Também foi secretário da Comissão de Obras da Igreja das Dores, secretário e prior da Ordem Terceira de Nossa Senhora das Dores, membro fundador e tesoureiro do Centro Artístico, vice-presidente do Clube do Menino Deus, vice-presidente do Conselho Diretor da Sociedade Protetora dos Animais, presidente da comissão de auxílio aos flagelados pela seca no Ceará, destacado promotor da floricultura, conselheiro da Sociedade Humanitária Padre Cacique, e participou da Sociedade Carnavalesca Esmeralda como um dos seus fundadores, membro proeminente e secretário.
Faleceu repentinamente quando ainda estava envolvido em múltiplas tarefas. A Federação publicou um extenso obituário carregado de elogios, enfatizando sua atividade incansável e sua prontidão em ajudar, sua bondade, seu gênio alegre e comunicativo. Seu sepultamento foi acompanhado por uma multidão, contando com dezenas de autoridades e representantes da sociedade civil, sendo proferidos vários discursos em sua homenagem. Em sessão comemorativa do 3º aniversário do Instituto Histórico e Geográfico, o presidente Florêncio de Abreu lamentou a "perda irreparável" e comemorou sua memória louvando "esse boníssimo coração que foi Benjamin Flores, uma das figuras mais representativas de nosso meio social, curiosa organização que à maravilha combinava o gênio da formiga com o temperamento da cigarra, espírito infatigável, devotado aos nobres empreendimentos, cultor das letras, apreciador das artes e amante da flores". Na mesma ocasião Souza Doca recuperou sua biografia, acrescentando:
"Era homem de ideias adiantadas e filantrópicas, [...] foi um dos fundadores de nosso Instituto e como sócio efetivo deixou traços indeléveis de sua passagem. [...] Benjamin Flores foi em nosso meio figura importante, de destaque, nele o Instituto não perdeu somente um sócio ilustre, perdeu mais alguma coisa — um amigo prestimoso, devotado, um espírito de eleição inteiramente consagrado ao seu bom nome. [...] Benjamin Flores foi sempre o mesmo homem: sorridente, comunicativo, loquaz, afável. [...] Foi um bom, e a prova disso temo-la na preocupação constante em minorar as necessidades dos desvalidos da fortuna. [...] Foi leal e sincero. Leal em todos os seus atos e sincero em todas as manifestações de seu pensamento; reside aí o maior elogio que se lhe pode fazer, pois quem tão elevado sentimento cultua sempre deixará de si memória honrada".
A Sociedade Carnavalesca Esmeralda adotou como lema oficial a expressão "Fino, chique e educado", que descreve seu sócio benemérito. Em 1929 a Associação Agrícola Pastoril de Porto Alegre batizou a exposição anual de flores com seu nome, lembrando a colaboração que ele sempre prestara na organização desses eventos. Em 1937 a Câmara Municipal batizou uma rua com seu nome.